# Jan van Poppel (1998)
Jan van Poppel (Utrecht, 17 maart 1998) is een Nederlandse radiopresentator voor NPO Radio 1 en NPO Klassiek en een freelance journalist voor onder andere KRO-NCRV, HUMAN, De Correspondent en NRC. Hij heeft Gymnasium (2016) gedaan aan de scholengemeenschap Were Di, BSc Global Sustainability Science (2019) aan de Utrecht University en MSc in Environmental Sciences (2023) aan Wageningen University & Research.

## Loopbaan
Van 2020 tot 2021 presenteerde hij het radioprogramma Ochtendakoestiek op NPO KX. Vervolgens presenteerde hij van 2021 tot 2022 de programma's Voor De Dag (vrijdag tussen 5 en 7uur) en De Muziekfabriek (zondag tussen 12 en 14 uur) voor AVROTROS op NPO Klassiek.
Voordat Van Poppel bij BNNVARA radioprogramma's ging maken schreef hij onder andere voor de Correspondent.
Op NPO Radio 1 presenteert hij regelmatig Vroeg, De Nacht Van..., De Nieuws BV en Vroege Vogels. Op NPO Klassiek presenteert hij samen met Maarten van Wijk het programma en de gelijknamige podcast Missie Klassiek, een voortzetting van zijn vorige podcast Keihard Klassiek. 
In januari 2024 won hij de Marconi Award voor aanstormend talent. Datzelfde jaar werd hij genomineerd voor de Philip Bloemendal Prijs.